# 劉康 (山陽公)
劉康（3世纪—285年11月5日），曹魏、西晋山陽公，汉献帝嫡孙。其父为献帝太子，早卒，名讳及事迹不详。
魏明帝青龙二年（234年），逊位为山阳公的汉献帝刘协去世后，桂氏乡侯劉康嗣爵山阳公。晋武帝泰始元年（265年），西晋建立，十二月己巳，賜山陽公劉康、安樂公劉禪子弟一人為駙馬都尉。泰始二年（266年）十一月己卯，罷山陽公國督軍，除其禁制。泰始三年（267年）十二月，山陽公劉康來朝觐晋武帝。泰始四年（268年）二月庚子，增置山陽公國相、郎中令、陵令、雜工宰人、鼓吹車馬。太康六年（285年）九月丙子，劉康去世。其子劉瑾袭封山陽公。